# Книга за възрастни
„Книга за възрастни“ (на английски: Book Club) е американска романтична комедия от 2018 г. на режисьора Бил Холдерман (в режисьорския му дебют), който е съсценарист със Ерин Семс. Във филма участват Даян Кийтън, Джейн Фонда, Кандис Бъргън и Мери Стийнбъргън. Премиерата на филма е в Съединените щати на 18 май 2018 г. от „Парамаунт Пикчърс“.